# MosaPedia
Die MosaPedia ist ein Online-Nachschlagewerk in Form eines Wikis zum deutschen Comic-Klassiker Mosaik. Der Name setzt sich aus Mosaik und Encyclopedia zusammen. Gestartet wurde das Projekt von der Fancommunity am 28. November 2005, zunächst jedoch noch nichtöffentlich. Der Öffentlichkeit wurde das Projekt am 22. Dezember 2005 übergeben.

## Projektbeschreibung
Ziel des Projektes ist es, möglichst alles Wissenswerte rund um das Mosaik, seine Protagonisten (die Digedags, die Abrafaxe und Anna, Bella & Caramella) und alles Weitere im Umfeld des Comics zu sammeln. Dazu gehören Beschreibungen der Hefte und Figuren, Biografien der Autoren und Künstler, historische und andere Bezüge zu den Hefthandlungen, Merchandising-Produkte, Comic- und Sammelalben, Fanprojekte und vieles andere mehr. Allein in den ersten zwei Monaten des Bestehens wurden fast 1200 Artikel erstellt (im Schnitt fast 20 neue Artikel am Tag). Zum 30. November 2023 gab es über 20.000 Artikel. Die MosaPedia ist damit das derzeit zweitgrößte deutschsprachige Comic-Wiki.
Ziel ist es, ein Lexikon zu schaffen, in dem nicht nur Informationen für Neuleser gesammelt – immerhin erscheint das Mosaik schon seit 1955 in über 850 Heften –, sondern auch Hintergrundinformationen gegeben werden. Unterstützt wird dieses unabhängige Projekt, das sich durch Vereinsbeiträge und Spenden finanziert, vom Mosaik Steinchen für Steinchen Verlag, in dem das Mosaik seit 1992 erscheint. Für das Projekt gab der Verlag die Erlaubnis, Bilder zu benutzen. Die Verlagsmitarbeiter haben einen Sammelbenutzernamen, unter dem sie bei der Erstellung des Lexikons mitarbeiten. Damit werden auch interne Einblicke gewährt.
Die Nutzung der MosaPedia-Texte ist für die nichtkommerzielle Benutzung frei. Eine kommerzielle Nutzung darf nur mit Erlaubnis der Administratoren erfolgen. Die Rechte an den Bildern liegen – wenn nicht anders angegeben – bei den beiden Mosaik-Verlagen, weshalb diese außerhalb der MosaPedia nicht verwendet werden dürfen.

## Organisation

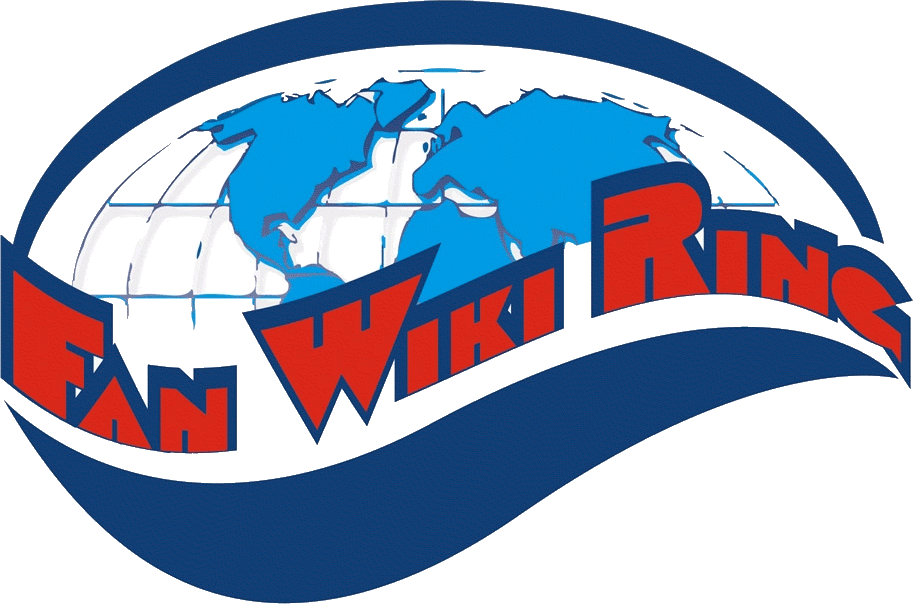
Logo des FanWikiRings

Die MosaPedia ist Gründungsmitglied und Initiator des deutschen Fan Wiki Rings. In Zusammenarbeit mit dem Deutschen Comic Guide unterhält die MosaPedia ein Forum, um Informationen und Ideen auszutauschen, Projekte zu planen und Anfängern beim Arbeiten in einem Wiki eine Anlaufstelle zu geben, um Hilfe zu finden. Im Mai 2008 wurde die MosaPedia von der Computerzeitschrift PC-Welt in eine Liste der 20 „coolen und skurrilen Wikis im Internet“ aufgenommen.
Am 9. November 2007 wurde in Wolfen der Verein MosaPedia e. V. gegründet, der als Ziel die ideelle Unterstützung und die finanzielle und technische Trägerschaft der MosaPedia hat. Seit dem 16. Januar 2008 ist der Verein beim Amtsgericht Schöneberg im Vereinsregister eingetragen. Zur Gründung hatte der Verein 14 Mitglieder, im Winter 2014 mehr als 120. Vereinsvorsitzender ist Robert Löffler, stellvertretender Vorsitzender Michael Klamp, Schatzmeister Heiko Muhl und Schriftführer Gilbert Schwarz. Helmut Müller, Klaus D. Schleiter, Ulf S. Graupner, Lothar Dräger, Jan Suski und Jens Fischer wurden zu Ehrenmitgliedern ernannt. Jan Suski, der auch schon das Logo der MosaPedia und des FanWikiRings geschaffen hatte und in Mosaik-Fankreisen als Künstler geschätzt wird, hat die Mitgliedsurkunde gestaltet. Für die Mitglieder gibt es eine jährlich wechselnde Jahresgabe. Diese wird entweder aus Kreisen des Vereins oder in Verbindung mit Mosaik-Künstlern und dem Verlag Steinchen für Steinchen extra für diese Gelegenheit gestaltet. Bislang gab es folgende Jahresgaben:
- 2009: Sonderausgabe des Mosaiks 9/1988; neben dem von Lothar Dräger signierten Original-Heft (nur für Vereinsmitglieder) ein Heft mit Faksimiles der Originalscribble und des Originalmanuskripts. Diese Gabe wurde auch zum Tag der Offenen Tür des Verlags publiziert.
- 2010: Fancomic The amazing Digedags and Big Titty Sue! von Schwarwel
- 2011: Crossover-Fanfiction Der fliegende Holländer. Eine Abrafaxe-Kriminalgeschichte (die Publikation wurde 2010 mit dem Blauen Karfunkel der Deutschen Sherlock Holmes Gesellschaft ausgezeichnet[3])
- 2012: Nachdruck des Comic-Heftes Das sonderbare Flaschenschiff aus dem Jahr 1975 und ein Bastelbogen Kastell von San Felipe mit Extra-Mobile
- 2013: Reisemappe der Abrafaxe II mit Erläuterungen zu allen Abbildungen als Extrablatt
- 2014: Fanfiction Das Unterwasserkonzert (Teil 1)
- 2015: Fanfiction Das Unterwasserkonzert (Teil 2)
- 2016: Hardcover-Band Klaus und Hein + Steinchen an Steinchen – Die Beilagen im MOSAIK von Hannes Hegen
- 2017: Mosaik 0/76 – Die Abrafaxe (Abrafaxe-Nullnummer)
- 2018: Brettspiel Digedag und das große Rennen von Byzanz und die Abrafaxe-Kriminalgeschichte Sizilianische Verteidigung
- 2019: Roman Der König der Spaßmacher von Dirk Seliger mit Illustrationen von Jan Suski.
- 2020: Fanfiction Der Plan des Generals oder Wie die Abrafaxe in der Sternschanze zu Magdeburg saßen
- 2021: Comicalbum Im Zeichen der Rübe von Dirk Seliger (Text) und Jan Suski (Zeichnungen)
- 2022: Fanfiction Ritter Runkel – Die goldene Rübe oder Die Heimkehr aus dem Orient von Gilbert Schwarz und Thomas Wollschläger mit Illustrationen von Ulf S. Graupner
- 2023: Fancomic Die Narrenpritsche von Dirk Seliger und Gilbert Schwarz (Text) sowie Sascha Wüstefeld und Jan Suski (Zeichnungen). Die Publikation wurde 2023 beim ICOM Independent Comic Preis mit einer Nominierung (ohne Angabe einer speziellen Kategorie) ausgezeichnet.[4][5]
- 2024: Fancomic Die Landshuter Hochzeit von Janette Mohn und Fancomic Der Fluch des Don Ferrando von Dirk Seliger (Text) sowie Jens Fischer und Hai Hoang Luu (Zeichnungen)
- 2025: Fancomic Dig, Dag und Digedag – In Paris von Frank Nietsch (Text) und Jan Suski (Zeichnungen)